# Pleurothyrium tomentellum
Pleurothyrium tomentellum är en lagerväxtart som beskrevs av H. van der Werff. Pleurothyrium tomentellum ingår i släktet Pleurothyrium och familjen lagerväxter. Inga underarter finns listade i Catalogue of Life.